# Gouverneurswahl in Texas 2014
Die Gouverneurswahl in Texas 2014 fanden am 4. November 2014 statt, um den Gouverneur von Texas zu wählen. Der amtierende republikanische Gouverneur Rick Perry, der seit dem Rücktritt des damaligen Gouverneurs George W. Bush am 21. Dezember 2000 im Amt war, lehnte es ab, für eine vierte volle Amtszeit zu kandidieren. Die Wahl fand zwischen den vier Kandidaten statt, die am 4. März 2014 ausgewählt worden waren. Der republikanische Generalstaatsanwalt Greg Abbott und die demokratische Staatssenatorin Wendy Davis. Außerdem standen die Kandidatin der Libertarian Party, Kathie Glass, und der Kandidat der Green Party, Brandon Parmer auf dem Stimmzettel.
Die Wahlumfragen prognostiziert, dass Abbott die Wahl für sich entscheiden würde, und er gewann schließlich mit einem Vorsprung von knapp 20 Prozentpunkten deutlich. Umfragen nach der Wahl zeigten, dass Abbott die Mehrheit der Stimmen bei den Weißen gewann (60 % zu 38 %), während Davis Mehrheiten bei den Afroamerikanern (89 % zu 10 %) und den Hispanics (62 % zu 36 %) erhielt. Abbott gewann etwa 40 % der hispanischen Männer, 51 % aller Frauen und 62 % der verheirateten Frauen.

## Vorwahlen
Wie bei vielen Wahlen in den USA üblich, bestimmten die Wähler zunächst im Rahmen einer Vorwahl (Primary) jenen Kandidaten, der bei der eigentlichen Wahl als einziger für seine jeweilige Partei gegen die Kandidaten der anderen Parteien antrat.

### Demokratische Partei
Kandidaten bei der Vorwahl der Demokratischen Partei waren:
- Wendy Davis, Staatssenatorin
- Ray Madrigal, mehrmaliger Kandidat

### Republikanische Partei
Kandidaten bei der Vorwahl der Republikanischen Partei waren:
- Greg Abbott, Generalstaatsanwalt von Texas
- Lisa Fritsch, Autorin und Radiomoderatorin
- Larry Kilgore, mehrmaliger Kandidat
- Miriam Martinez, ehemalige Univision-Persönlichkeit

## Wahlergebnisse

### Vorwahl der Demokraten
| Kandidaten                               | Kandidaten   | Parteien             | Stimmen | %    |
| ---------------------------------------- | ------------ | -------------------- | ------- | ---- |
|                                          | Wendy Davis  | Demokratische Partei | 432.595 | 78,1 |
|                                          | Ray Madrigal | Demokratische Partei | 121.419 | 21,9 |
| Gesamt                                   | Gesamt       | Gesamt               | 554.014 | 100  |
|                                          |              |                      |         |      |
| Quelle: Office of the Secretary of State |              |                      |         |      |

### Vorwahl der Republikaner
| Kandidaten                               | Kandidaten      | Parteien               | Stimmen   | %    |
| ---------------------------------------- | --------------- | ---------------------- | --------- | ---- |
|                                          | Greg Abbott     | Republikanische Partei | 1.224.014 | 91,5 |
|                                          | Lisa Fritsch    | Republikanische Partei | 59.221    | 4,4  |
|                                          | Miriam Martinez | Republikanische Partei | 35.585    | 2,7  |
|                                          | Larry Kilgore   | Republikanische Partei | 19.055    | 1,4  |
| Gesamt                                   | Gesamt          | Gesamt                 | 1.337.875 | 100  |
|                                          |                 |                        |           |      |
| Quelle: Office of the Secretary of State |                 |                        |           |      |

### Gouverneurswahl
| Kandidaten                                                              | Kandidaten        | Parteien               | Stimmen    | %    | +/- |
| ----------------------------------------------------------------------- | ----------------- | ---------------------- | ---------- | ---- | --- |
|                                                                         | Greg Abbott       | Republikanische Partei | 2.796.547  | 59,3 |     |
|                                                                         | Wendy Davis       | Demokratische Partei   | 1.835.596  | 38,9 |     |
|                                                                         | Kathie Glass      | Libertäre Partei       | 66.543     | 1,4  |     |
|                                                                         | Brandon Parmer    | Green Party            | 18.520     | 0,4  |     |
| Gesamt                                                                  | Gesamt            | Gesamt                 | 4.718.268  | 100  |     |
|                                                                         |                   |                        |            |      |     |
| Ungültige Stimmen                                                       | Ungültige Stimmen | Ungültige Stimmen      | 8.940      | 0,2  |     |
| Wähler                                                                  | Wähler            | Wähler                 | 4.727.208  | 33,7 |     |
| Wahlberechtigte                                                         | Wahlberechtigte   | Wahlberechtigte        | 14.025.441 |      |     |
|                                                                         |                   |                        |            |      |     |
| Quellen: Office of the Secretary of State, Kandidaten – Wahlbeteiligung |                   |                        |            |      |     |